# Herb powiatu gliwickiego
Herb powiatu gliwickiego – jeden z symboli powiatu gliwickiego, ustanowiony 31 sierpnia 2006.

## Wygląd i symbolika
Herb przedstawia na tarczy w polu błękitnym złotego orła piastowskiego ponad trzema srebrnymi, oflankowanymi wieżami, z których środkowa zwieńczona jest złotym, spiczastym dachem. Orzeł to symbol Śląska, natomiast wieże symbolizują najstarsze miasta powiatu: Pyskowice, Sośnicowice i Toszek.